# Đắk Drô
Đắk Drô là một xã thuộc huyện Krông Nô, tỉnh Đắk Nông, Việt Nam.

## Địa lý
Xã Đắk Drô nằm ở trung tâm huyện Krông Nô, có vị trí địa lý:
- Phía đông giáp tỉnh Đắk Lắk với ranh giới là sông Krông Nô
- Phía tây giáp xã Tân Thành
- Phía nam giáp các xã Nâm Nung và Nâm N'Đir
- Phía bắc giáp thị trấn Đắk Mâm và xã Nam Đà.

Xã có diện tích 54,30 km², dân số năm 2005 là 5.663 người, mật độ dân số đạt 104 người/km².

## Hành chính
Xã Đắk Drô được chia thành 5 thôn: Đắk Hợp, Đắk Tâm, Đắk Xuân, Ea Nô, Giang Cách và 3 buôn: 9, K62, Ol.

## Lịch sử
Địa bàn xã Đắk Drô hiện nay trước đây là một phần xã Đắk Rồ thuộc huyện Đắk Mil.
Xã Đắk Rồ được thành lập vào ngày 17 tháng 1 năm 1984 trên cơ sở tách một phần diện tích và dân số của xã Nam Nung.
Ngày 9 tháng 11 năm 1987, huyện Krông Nô được thành lập, xã Đắk Rồ chuyển sang trực thuộc huyện Krông Nô.
Tháng 10 năm 1993, xã Đắk Mâm được thành lập trên cơ sở 1.000 ha diện tích tự nhiên và 2.750 người của xã Đắk Rồ, 2.250 ha diện tích tự nhiên và 1.435 người của xã Nam Đà.
Sau khi điều chỉnh địa giới hành chính, xã Đắk Rồ còn lại 15.860 ha diện tích tự nhiên và 4.232 người.
Ngày 6 tháng 6 năm 2005, Chính phủ ban hành Nghị định 70/2005/NĐ-CP. Theo đó, thành lập xã Tân Thành trên cơ sở 8.689 ha diện tích tự nhiên và 2.452 người của xã Đắk Rồ.
Sau khi điều chỉnh địa giới hành chính, xã Đắk Rồ còn lại 5.430 ha diện tích tự nhiên, 5.663 người và được đổi tên thành xã Đắk Drô.
Ngày 30 tháng 9 năm 2019, Hội đồng Nhân dân tỉnh Đắk Nông ban hành Nghị quyết 24/NQ-HĐND về việc:
- Sáp nhập thôn Đắk Trung vào thôn Đắk Xuân
- Sáp nhập thôn Đắk Lập vào buôn K62.